# Awraamij Zawieniagin
Awraamij Pawłowicz Zawieniagin (ros. Авраа́мий Па́влович Завеня́гин, ur. 1 kwietnia?/14 kwietnia 1901 w Uzłowej, zm. 31 grudnia 1956 w Moskwie) – radziecki polityk, wicepremier ZSRR (1955–1956), generał major, zastępca ludowego komisarza/ministra spraw wewnętrznych ZSRR (1941–1951), minister budowy maszyn średnich ZSRR (1955–1956), członek KC KPZR (1956), dwukrotny Bohater Pracy Socjalistycznej (1949 i 1954).

## Życiorys
Po ukończeniu szkoły podstawowej w rodzinnej miejscowości uczył się w szkole realnej w Skopinie, w listopadzie 1917 wstąpił do partii bolszewickiej SDPRR(b), działacz tulskiej organizacji SDPRR(b), od listopada 1918 do kwietnia 1919 sekretarz miejskiego i powiatowego komitetu RKP(b) w Skopinie. Od maja do września 1919 redaktor gazety miejscowych władz w Riazaniu, od października do grudnia 1919 szef Wydziału Politycznego i p.o. komisarza Riazańskiej Dywizji Piechoty, od lutego do września 1920 przewodniczący powiatowego komitetu rewolucyjnego w Słowiańsku, od września 1920 do września 1921 sekretarz odpowiedzialny powiatowego komitetu KP(b)U w Juzowce (obecnie Donieck), uczestnik „opozycji robotniczej” w 1921. Od września 1921 do marca 1922 sekretarz odpowiedzialny okręgowego komitetu KP(b)U w Starobielsku, następnie na leczeniu, od czerwca 1922 do września 1923 sekretarz odpowiedzialny komitetu okręgowego KP(b)U w Juzowce, później studiował w Moskiewskiej Akademii Górniczej i był jej pracownikiem, od maja do lipca 1930 dyrektor Instytutu Stali Najwyższej Rady Gospodarki Narodowej w Moskwie, od lipca 1930 do marca 1931 dyrektor „Gidromieza” Najwyższej Rady Gospodarki Narodowej w Leningradzie, od marca 1931 do stycznia 1932 szef sektora metalurgii tej rady.
Od stycznia do grudnia 1932 zastępca szefa Głównego Zarządu Przemysłu Metalurgicznego Ludowego Komisariatu Przemysłu Ciężkiego ZSRR, od stycznia do sierpnia 1933 dyrektor zakładu metalurgicznego im. Dzierżyńskiego w Dnieprodzierżyńsku, od sierpnia 1933 do marca 1937 dyrektor kombinatu metalurgicznego w Magnitogorsku, od 14 marca 1937 do 14 marca 1938 I zastępca ludowego komisarza przemysłu ciężkiego ZSRR. Był jednym z głównych organizatorów przemysłu i metalurgii w ZSRR.
Od 8 kwietnia 1938 do 29 marca 1941 szef kombinatu metalurgicznego NKWD ZSRR w Norylsku, równocześnie od 1 września 1939 do 29 marca 1941 szef Zarządu Norylskiego Poprawczego Obozu Pracy NKWD ZSRR, od 29 marca 1941 do 20 sierpnia 1951 zastępca ludowego komisarza/ministra spraw wewnętrznych ZSRR, od 9 lipca 1941 starszy major, od 14 lutego 1943 komisarz bezpieczeństwa państwowego 3 rangi, a od 9 lipca 1945 generał major. Członek Komitetu Specjalnego nr 1 przy Państwowym Komitecie Obrony ZSRR/Radzie Ministrów ZSRR. Od 26 stycznia 1946 do 18 marca 1949 szef Zarządu 9 NKWD/MWD ZSRR, od 20 sierpnia 1945 do 26 czerwca 1953 zastępca przewodniczącego Komitetu nr 1 przy Radzie Komisarzy Ludowych/Radzie Ministrów ZSRR, od 15 września 1945 do 16 marca 1953 I zastępca szefa 1 Zarządu Głównego przy Radzie Komisarzy Ludowych/Radzie Ministrów ZSRR, od 16 marca do 26 czerwca 1953 szef 1 Zarządu Głównego przy Radzie Ministrów ZSRR. Od 9 lipca 1953 zastępca ministra, a od 28 lutego 1955 do 31 grudnia 1956 minister budowy maszyn średnich ZSRR i równocześnie zastępca przewodniczącego Rady Ministrów ZSRR, od 26 lutego do 31 grudnia 1956 członek Prezydium Rady Ministrów ZSRR.
Deputowany do Rady Najwyższej ZSRR 1, 2 i 4 kadencji. Od 14 października 1952 do 14 lutego 1956 zastępca członka, a od 25 lutego 1956 członek KC KPZR. Urnę z jego prochami złożono na Cmentarzu przy Murze Kremlowskim.

## Odznaczenia i nagrody
- Medal Sierp i Młot Bohatera Pracy Socjalistycznej (dwukrotnie – 29 października 1949 i 4 stycznia 1954)
- Order Lenina (sześciokrotnie – 23 marca 1935, 17 stycznia 1943, 24 lutego 1945, 29 października 1949, 16 kwietnia 1951 i 11 września 1956)
- Nagroda Stalinowska (31 grudnia 1956)

I medale.